# グレッグ・コーエン
グレッグ・コーエン（Greg Cohen、1953年7月13日 - ）は、アメリカ合衆国のベーシスト。主にジャズの分野で活動し、ジョン・ゾーン率いるフリー・ジャズ/クレズマー・バンド、マサダ等で活動。ジャズ以外の分野のミュージシャンとも多く共演。

## 来歴
ロサンゼルス出身。カリフォルニア州立大学で作曲とベースを学ぶ。
1980年、トム・ウェイツのアルバム『ハートアタック・アンド・ヴァイン』に参加。以後、1980年代を通じて、トムのアルバム制作やツアーをサポート。『フランクス・ワイルド・イヤーズ』（1987年）収録曲「ストレイト・トゥ・ザ・トップ」では、ソングライティング面でも貢献した。デイヴィッド・サンボーンのアルバム『アナザー・ハンド』（1990年）にも参加。日本のシンガーソングライターSIONとも、アルバム『I DON'T LIKE MYSELF』（1993年）以降、度々共演している。
1994年、ジョン・ゾーン等と共にマサダを結成し、多くのアルバムを発表。1996年、ディスクユニオンの社内レーベル「DIW」から、初の自己名義のアルバム『ウェイ・ロウ』発表。タイトル曲も含めた2曲は、デューク・エリントンのカヴァー。
1997年、映画監督のウディ・アレン率いるジャズ・バンドのベーシストとして、ドキュメンタリー映画『ワイルド・マン・ブルース』に出演。1998年、エルヴィス・コステロとバート・バカラックのコラボレーション・アルバム『ペインテッド・フロム・メモリー』に参加。2003年、マサダから派生したユニット、マサダ・ストリング・トリオにも参加。
2005年にはオーネット・コールマンのツアーに参加。ドイツ公演の模様は、ライブ・アルバム『Sound Grammar』（2006年）として発表された。尚この作品は2007年度のピューリッツァー賞 音楽部門を与えられている。

## ディスコグラフィ

### ソロ・アルバム
- 『ウェイ・ロウ』 - Way Low (1996年、DIW)
- 『モーメント・トゥ・モーメント』 - Moment to Moment (1997年、DIW)
- Golden State (2014年、Relative Pitch)